# Nation (rivière)
Pour les articles homonymes, voir Nation (homonymie).
La rivière Nation est un cours d'eau d'Alaska, aux États-Unis située dans la  région de recensement de Southeast Fairbanks. C'est un affluent  du fleuve Yukon.

## Description
Longue de 70 milles (113 km), elle prend sa source au Canada, coule en direction du sud-ouest et se jette dans le fleuve Yukon, à 35 milles (56 km) en amont de son confluent avec la rivière Kandik.
Sa cartographie a été effectuée par le Lieutenant Schwatka en 1883 lequel lui a donné son nom indien Tahkandik. L'United States Geological Survey a orthographié ce nom en Tahkandit. Toutefois, le nom anglais a prévalu dès 1896. Ce cours d'eau a eu une certaine importance entre 1897 et 1898 à cause de la mine de charbon qui était située à proximité de son embouchure.

## Sources
- (en) « Nation (rivière) », Geographic Names Information System